# 慕容豪
慕容豪（？—398年），五胡十六国時代後燕人物，原名張豪。
慕容豪在後燕为官，是昌黎王蘭汗的太子蘭穆的心腹。398年七月，張豪、李旱、卫双、刘忠、张真与长乐王慕容盛关系亲密。慕容盛暗中计划推翻殺害其父慕容宝的昌黎王蘭汗，張豪参与其事。蘭穆镇压蘭堤、蘭加難之乱获勝，宴会上，蘭汗、蘭穆都喝醉了，慕容盛假装上厕所，越墙垣入東宮，联络張豪等人杀死蘭汗、蘭穆。慕容盛成为后燕君主。八月，張豪改任後将軍，封公爵。賜姓慕容，改名慕容豪。九月，張豪改任幽州刺史，镇守肥如。十二月，因尚書左僕射張通、鎮西将軍張順謀反，而被牵连誅殺。